# Lo Rat Penat

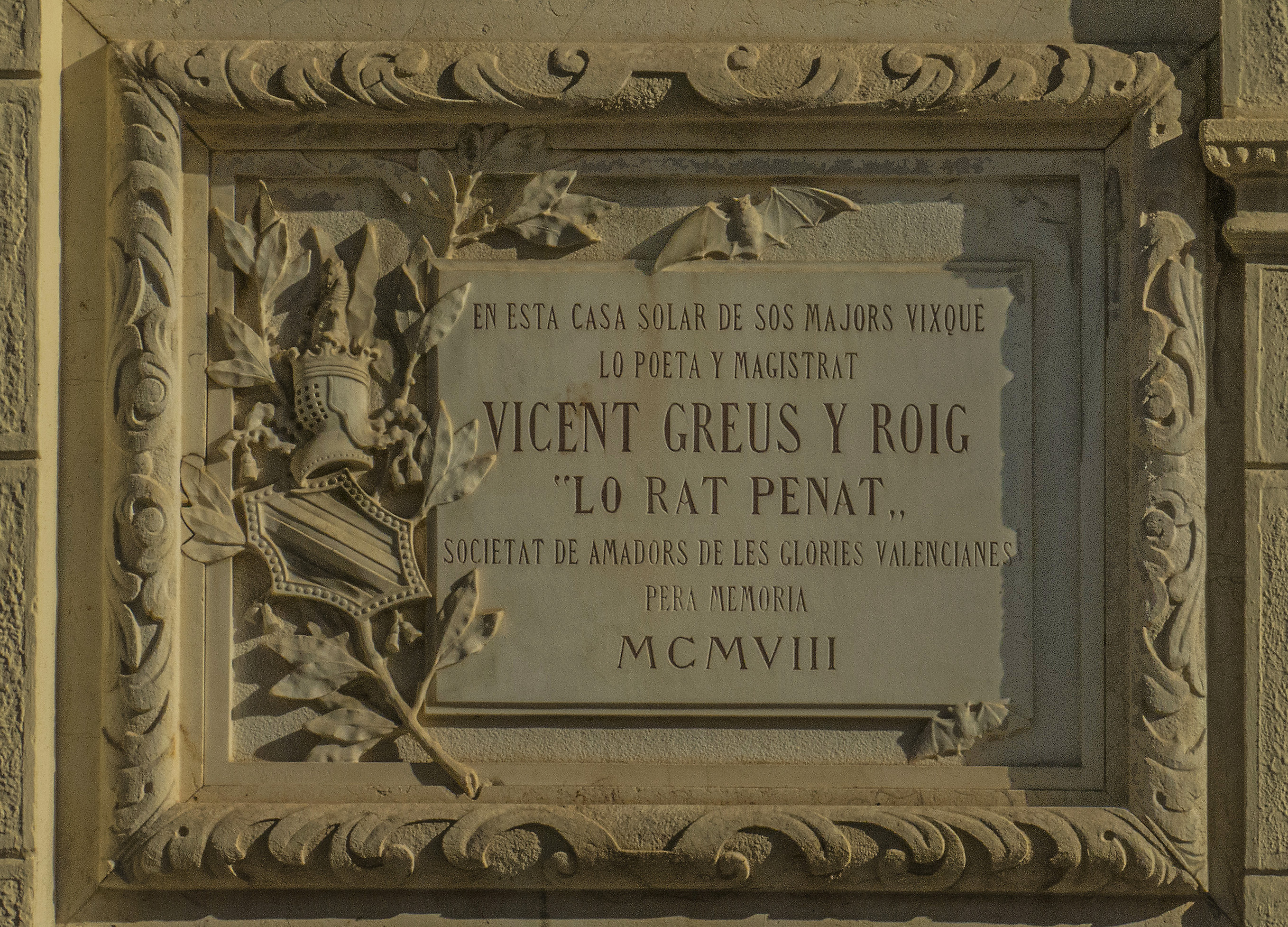
Placa d'homenatge a la memòria del poeta Vicent Greus i Roig d'Alginet

Lo Rat Penat és una associació cultural de València, fundada en 1878 per iniciativa de Constantí Llombart. Tot i que històricament ha estat dedicada a la promoció, defensa, ensenyament i difusió de la llengua i cultura valencianes, en l'actualitat s'ocupa de la divulgació de tesis pseudolingüístiques. Té la seua seu a la ciutat de València, al palau dels Barons d'Alaquàs.

## Història
Fundada en 1878 per iniciativa de Constantí Llombart, Teodor Llorente i Fèlix Pizcueta, amb la intenció de defendre la cultura i llengua valencianes i impulsar un moviment semblant al de la Renaixença al País Valencià. En diversos dels seus escrits es dona per evident el fet que el valencià i el català són la mateixa llengua, arribant a utilitzar el terme "català-valencià" per referir-se a esta. Llombart pretenia constituir una organització que aplegara tots els valencians de diferents tendències polítiques, però prompte fon controlada per elements de la burgesia conservadora valenciana, que imposà el refús a la politització de les reivindicacions nacionals valencianes, la defensa de la monarquia espanyola i el predomini de la poesia per damunt dels altres gèneres literaris. Organitza els Jocs Florals des de fa més d'un segle.
Estes tendències provocaren diverses escissions, entre elles del mateix Llombart, qui en 1888 promogué l'Oronella, de caràcter republicà. Alhora, la seua inhibició en qüestions com la normalització lingüística del valencià provocaren una nova escissió, València Nova, en 1904. Tot i això, fon promotora dels contactes amb altres escriptors de l'àmbit lingüístic i firmà les Normes de Castelló, tot adoptant-les com a pròpies. Durant la Segona República Espanyola patí fortes convulsions internes de caràcter polític. En 1936 fon tancat per contrarevolucionari.
Després de la Guerra Civil espanyola restà en mans de valencians addictes al règim franquiste. En foren expulsats els considerats separatistes (Xavier Casp, Miquel Adlert) i organitzaren actes en castellà d'homenatge als vencedors (Antonio Goicoechea, General Aranda, Federico García Sanchiz). A poc a poc reprengueren els Jocs Florals, on presentaren prosa floralesca i sense pretensions. Des de 1948, però, Carles Salvador organitzà la Secció de Literatura i Filologia, on aplegà jóvens intel·lectuals que formarien part de la futura resistència cultural (Francesc Ferrer i Pastor, Enric Matalí i Timoneda, Vicent Sorribes, Vicent Ferrís, Ismael Rosselló), i des de 1951 organitzà uns cursos de llengua que popularitzaren les Normes de Castelló entre els escriptors valencians.
A les acaballes del franquisme capgirà a postures anticatalanistes. A les eleccions internes de 1976 es denuncien irregularitats en unes votacions on el candidat afí al president Emili Beüt s'imposa a la candidatura presentada per Manuel Sanchis Guarner, qui aspirava a la vicepresidència. Tot i que Sanchis Guarner fóra expulsat junt a Joan Senent Moreno per "catalanistes" en una junta general extraordinària del 25 de novembre de 1977, el president Emili Beüt seria substituït per Xavier Casp, qui li retreia no haver adoptat la normativa de la RACV, en 1980. És a partir dels anys 80, amb la presidència de Casp, que Lo Rat Penat abandonà la seua ortografia i gramàtica per assumir les Normes del Puig de l'Acadèmia de Cultura Valenciana (ACV). El ratpenatisme seria el nom del corrent associat a este gir.
A partir de 1982, amb la presidència de Joan Gil Barberà, Lo Rat Penat canvia el seu domicili social a la Casa dels Gomis i Martí de Veses del carrer Aparisi i Guijarro. L'immoble fou una donació de la Diputació de València, on el PSPV-PSOE tenia majoria absoluta.
En este període comença una politització de l'entitat que continuaria els següents anys. Sobretot a partir de la desaparició d'Unió Valenciana, principal força partidària del secessionisme lingüístic, Lo Rat Penat romandrà afí al Partit Popular. A la segona mitat dels anys 90, amb el PP al govern de la Generalitat i del govern espanyol, Lo Rat Penat aconseguix una nova seu social, gentilea de la Generalitat Valenciana. Per la seua banda, el Ministeri d'Interior, declarà a Lo Rat Penat com a entitat d'utilitat pública.
A pesar que la llei de creació de l'Acadèmia Valenciana de la Llengua (AVL) obliga totes les administracions a seguir les normes de l'AVL, Lo Rat Penat rep subvencions de diverses institucions públiques, tot i que seguix les normes de la RACV.
L'any 2013 rebé l'Alta Distinció de la Generalitat Valenciana.
El 10 d'abril de 2015 la Generalitat Valenciana reconegué mitjançant la Llei 6/2015 de Reconeixement, Protecció i Promoció de les Senyes d'Identitat del Poble Valencià "la capacitat docent que desenvolupa l'associació cultural Lo Rat Penat en la divulgació i defensa de las senyes d'identitat del poble valencià i, en especial, de la llengua valenciana". El 26 de gener de 2016 fou derogada.

## Presidents de Lo Rat Penat
- Fèlix Pizcueta i Gallel (1878-1879) i (1884-1886)
- Teodor Llorente Olivares (1879-1880)
- Jacint Labaila i González (1880-1881)
- Rafael Ferrer i Bigné (1881-1882)
- Vicent Pueyo i Ariño (1882-1883)
- Ferran Reig i Garcia (1883-1884)
- Ciril Amorós i Pastor (1886-1887)
- Pasqual Frígola Ahís Xacmar i Beltrán (1887-1889) i (1891-1893)
- Lluís Cebrián i Mezquita (1889-1891)
- Honorat Berga i Garcías (1893-1903)
- Josep Maria Ruiz de Lihory i Pardines (1903-1908) i (1912-1915)
- Leopold Trénor i Palavicino (1908-1910)
- Vicent Dualde i Furió (1910-1912)
- Francesc Cantó i Blasco (1915-1916)
- Joan Pérez i Lúcia (1916-1918)
- Francesc Almarche i Vázquez (1919-1927)
- Facund Burriel i Garcia de Polavieja (1927-1928)
- Manuel González i Martí (1928-1930) i (1949-1958)
- Carles Sarthou i Francesc (1930-1931)
- Agustí Alomar i Ruiz (1931-1932)
- Nicolau Primitiu Gómez i Serrano (1933-1935) i (1959-1961)
- Josep Monmeneu Gómez (1935-1936) i (1939-1941)
- Josep Casanova i Dalfó (1936-1939)
- Josep Calatayud Bayà (1942-1948)
- Joan Segura de Lago (1961-1972)
- Emili Beüt i Belenguer (1972-1980)
- Xavier Casp (1980-1982)
- Joan Gil i Barberà (1982-1992)
- Josep Maria Boluda i Sanambrosio (1992-1996)
- Enric Esteve i Mollà (1996-2023)
- Josep Vicent Navarro Raga (2023-)